# Ksar Bayouli (Oued Graguer)
Ne doit pas être confondu avec Ksar Bayouli.
Ksar Bayouli est un ksar de Tunisie situé dans le gouvernorat de Tataouine.

## Localisation
Le ksar est situé sur une terrasse dominant l'oued Graguer. Il est constitué de deux lignes formant un coude.

## Histoire
Le caractère ouvert de l'ensemble suggère une fondation au XXe siècle même si des inscriptions suggèrent une origine plus ancienne.

## Aménagement
Le ksar compte 28 ghorfas, dont quelques-unes effondrées, sur un seul étage.
Si le complexe est en ruine, les ghorfas peuvent encore être identifiées.